# ماريو هيرموسو
ماريو هيرموسو (بالإسبانية: Mario Hermoso Canseco)، لاعب كرة قدم إسباني دولي يلعب مع نادي روما في الدوري الإيطالي.

## روابط خارجية
- ماريو هيرموسو على موقع الاتحاد الأوربي (الإنجليزية)
- ماريو هيرموسو على موقع قاعدة بيانات كرة القدم.إي يو (الإنجليزية)
- ماريو هيرموسو على موقع ليكيب (الفرنسية)
- ماريو هيرموسو على موقع ناشيونال فوتبول تيمز (الإنجليزية)
- ماريو هيرموسو على موقع Soccerway.com (الإنجليزية)
- ماريو هيرموسو على موقع عالم كرة القدم.نت (الإنجليزية)
- ماريو هيرموسو على موقع كووورة
- ماريو هيرموسو على موقع AS.com (الإسبانية)